# 李松 (药物化学家)
李松（1963年7月—），辽宁本溪人，中国药物化学家，中国工程院院士，现任中国人民解放军军事科学院军事医学研究院毒物药物研究所研究员。